# Cementerio y monumento estadounidense de Luxemburgo
El Cementerio y monumento estadounidense de Luxemburgo (en luxemburgués: Amerikaneschen Zaldotekierfecht zu Hamm; en alemán:Amerikanischer Friedhof mit Gedenkstätte in Luxemburg; en francés: Cimetière américain de Luxembourg) se encuentra en la Ciudad de Luxemburgo, en el Gran Ducado de Luxemburgo. El cementerio se encuentra a 2,5 kilómetros al suroeste del Aeropuerto Findel. Es administrado por la Comisión de Monumentos de Batallas estadounidense. En virtud de un tratado entre Estados Unidos y Luxemburgo, firmado en 1951, al gobierno de EE. UU. se le concedió libre uso a perpetuidad de los terrenos que cubre el cementerio, sin impuestos.
El cementerio, que ocupa 50,5 acres (20,4 hectáreas) de extensión contiene los restos de 5.076 militares estadounidenses muertos en la Segunda Guerra Mundial. Hasta en 22 ocasiones se da el caso de dos hermanos sepultados lado a lado en tumbas adyacentes. La mayoría de los enterrados murieron durante la Batalla de las Ardenas que se libró cerca de Luxemburgo, entre el invierno de 1944 y el verano de 1945. Los 5.076 lápidas se encuentran en 9 parcelas o secciones cubiertas con hierba fina, deletreadas desde la A hasta la I. Entre los militares ilustres enterrados allí se encuentra el general George Patton, decisivo en la campaña militar estadounidense con carros blindados en Europa.